# Richard Entner
Richard Entner (* 29. November 1894 in Münchendorf; † 26. Mai 1977 in Wien) war ein österreichischer Politiker (ÖVP) und Bankbeamter. Er war von 1951 bis 1953 Abgeordneter zum Österreichischen Nationalrat.

## Leben
Entner besuchte nach der Volksschule ein Gymnasium und im Anschluss eine Handelsakademie. Er trat 1914 in den Dienst der Creditanstalt und war in der Folge in verschiedenen Abteilungen beschäftigt. Nach dem Zweiten Weltkrieg hatte er von 1946 bis 1951 das Amt des Bezirksvorsteher-Stellvertreter des XXV. Wiener Gemeindebezirkes inne, danach wirkte er vom 24. November 1951 bis zum 18. März 1953 als Abgeordneter zum Nationalrat.